# Bill Alfonso
Bill Alfonso, pseudonimo di William Matthew Sierra (Portsmouth, 11 agosto 1957), è un ex arbitro di wrestling e manager di wrestling, noto per i suoi trascorsi nella Extreme Championship Wrestling.
È noto per il fischietto che portava quasi sempre al collo e che suonava costantemente durante gli incontri dei suoi lottatori.

## Carriera

### Inizi, World Championship Wrestling e World Wrestling Federation (1979–1995)
Alfonso arbitrò il suo primo match in Texas all'età di 21 anni, un chain match tra The Sheik e Terry Funk. Poco tempo dopo, divenne un arbitro ufficiale nella Championship Wrestling from Florida. Da lì in avanti lavorò per varie compagnie, incluse World Championship Wrestling e World Wrestling Federation, dove arbitrò il match tra The Undertaker e Giant González a WrestleMania IX.

### Extreme Championship Wrestling (1995–2001)
Alfonso esordì nella Extreme Championship Wrestling nel maggio 1995 in qualità di "arbitro risolvi problemi". Introdotto da Shane Douglas, fece infuriare molti fan ECW con rigorosa applicazione delle regole e squalifiche dei lottatori per violazioni come l'utilizzo di armi improprie (sedie, mazze, ecc...) durante i match. In questo ruolo, ebbe un feud con il fondatore della ECW Tod Gordon.
Alfonso venne quindi spogliato del suo ruolo di arbitro e cominciò a fare da manager a Taz. Nel mezzo della rivalità tra Taz e Sabu, tuttavia, Alfonso tradì il suo cliente per allearsi con Sabu. Anche Rob Van Dam prese Alfonso come manager e formò un tag team con Sabu. Nel settembre 1997 allo show As Good as It Gets, Alfonso lottò con Beulah McGillicutty in un intergender match diventato famigerato per l'ingente perdita di sangue da parte di Alfonso.

### Ritorno in WWE (2005–2006)
Alfonso fece ritorno in WWE (ex WWF) all'evento ECW One Night Stand 2005 come manager di Sabu. Partecipò anche a ECW One Night Stand 2006 in occasione della vittoria del WWE Championship da parte di Rob Van Dam, celebrando insieme a lui la conquista del titolo.

### Total Nonstop Action Wrestling (2010)
L'8 agosto 2010 prese parte allo show di reunion della ECW nella Total Nonstop Action Wrestling, Hardcore Justice, facendo da manager a Rob Van Dam e Sabu durante il loro match l'uno contro l'altro.

### Circuito indipendente (2001–2021)

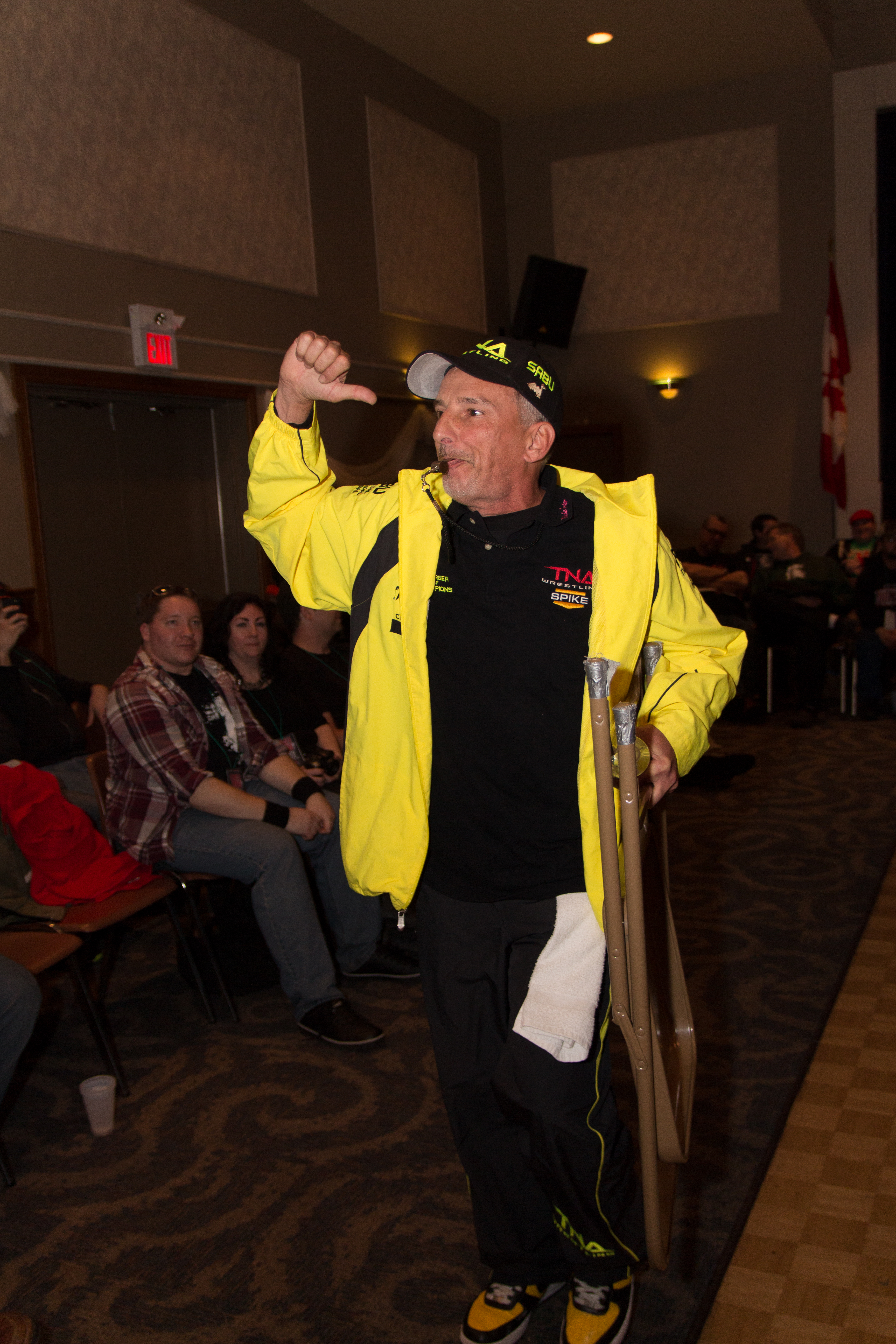
Bill Alfonso nel marzo 2013

Sin dalla chiusura della ECW, Alfonso è apparso in varie federazioni minori facenti parte del circuito indipendente. Ha lavorato come arbitro nella Xtreme Pro Wrestling, nella Elite Wrestling Entertainment, e come manager nella Squared Circle Wrestling e nella Pro Wrestling Unplugged. Nel maggio 2007, fece la sua prima apparizione nella Women's Extreme Wrestling, dove svolse il ruolo di manager e commissioner.
Il 18 dicembre 2021, lottò contro Ziggy Haim in un intergender match nella Absolute Intense Wrestling di Cleveland, Ohio. Fu sconfitto dalla Haim.

## Vita privata
Nell'ottobre 2002, la collega manager Missy Hyatt fece causa ad Alfonso accusandolo di avere danneggiato la sua Porsche. Inoltre, fu arrestato per il furto di un'auto a noleggio in Georgia, e possesso di cocaina a Tampa, violazione della libertà vigilata e positività all'eroina. Alfonso scontò la pena in prigione a Tampa per le accuse. Si è anche trovato nei guai con la polizia di Tampa per altre accuse durante i primi anni 2000, legate alla sua dipendenza da eroina.

## Personaggio
Wrestler diretti
- Taz
- Sabu
- Rob Van Dam
- Jason Axe
- Vito DeNucci
- Z-Barr

Soprannomi
- "The Best Manager in the Business"
- "The Manager of Champions"
- "The Man Who Calls It Right Down the Middle"
- "The Vice President of Extreme Affairs"
- "Big Money
- "The Most Admired Man in Pro Wrestling"

## Titoli e riconoscimenti
- Cauliflower Alley Club
  - Charlie Smith Referee Award (2024)[9]
- Pro Wrestling Illustrated
  - PWI Manager of the Year (1997)[10]